# Dritte Wahl
Dritte Wahl est un groupe de punk rock allemand, originaire de Rostock.

## Biographie
Dritte Wahl, qui signifie « troisième choix » en allemand, joue pour la première fois en 1988. Au Ur-Besetzung, ils jouent avec Marko « Busch'n » Busch au chant, et Toralf « Holm » Bornhöft à la basse, qui quittent le groupe en 1991. Avec un trio composé de Busch'n (chant, basse), Gunnar Schröder (guitare, chant) et Jörn « Krel » Schröder (chant, percussion), le groupe acquiert une reconnaissance nationale et un succès considérable dans la scène punk rock allemande.
Dritte Wahl joue un deutschpunk, avec des influences significatives issues du heavy metal, et chante des textes de gauche, très militants et politiquement très directs, à cette période réprimées par l'État sous la République démocratique allemande. Avec leur chanson Macht die Augen auf, ils prennent une position critique sur les émeutes de Rostock-Lichtenhagen en 1992. La chanson Mainzer Straße traite des expulsions dans la Mainzer Straße à Berlin en 1990.
Le 17 janvier 2005, Busch'n, 35 ans, meurt d'un cancer de l'estomac. Les membres restants décident de ne pas dissoudre le groupe, et de continuer leur carrière ; c'était a le souhait de Busch'n. Depuis le 19 avril 2005, Stefan Ladwig, auparavant guitariste de Crushing Caspar, les rejoint à la basse.
Pour leur 25e anniversaire en septembre 2013, l'album hommage 25 Jahre – 25 Bands, est publié en CD et double LP. Le 31 janvier 2015, le groupe sort son neuvième album studio, Geblitzdingst, qui atteint la première place des classements allemands,. En tant que nouveau quatrième membre, Holger H., batteur du groupe de punk rock Daddy Longleg, était engagé comme guitariste et claviériste. Le 1er septembre 2017, l'album 10 atteint la 12e place des classements allemands. 

## Discographie

### Albums studio
- 1992 : Fasching in Bonn (CD/LP)
- 1994 : Auge um Auge (CD/LP)
- 1996 : Nimm drei (CD/LP)
- 1998 : Strahlen (CD/LP)
- 1999 : Delikat (11 Jahre Bühnenjubiläum ’88–’99) (CD/LP)
- 2001 : Halt mich fest (CD/LP)
- 2005 : Fortschritt (CD/LP, avec Tatjana Besson)
- 2010 : Gib Acht! (CD/LP)
- 2015 : Geblitzdingst (CD/LP)
- 2017 : 10 (CD/LP)

### Albums live
- 2002 : Roggen Roll (live beim Mühlenfest Altkalen) (CD/LP)
- 2003 : Meer Roggen Roll (live beim Mühlenfest Altkalen) (CD/LP)
- 2003 : Die sonderbare Tape-CD, (démo CD)
- 2004 : Tooth for tooth (best of) (CD/LP)
- 2007 : Singles (best avec faces B) (CD/LP)
- 2009 : 20 Jahre - 20 Songs (live) (CD/LP)

### Singles
- 1995 : Dritte Wahl / Dödelhaie (split CD/10″)
- 1998 : Hallo Erde (7″)
- 2000 : Heimspiel (CD-EP ; sous le nom de Kollektiv Hein Butt)
- 2001 : Und jetzt? (MCD/10″)
- 2005 : Willst du? (MCD promo)
- 2014 : Dritte Wahl / Farben Lehre (split 7″ avec Farben Lehre)